# 八扇屏
《八扇屏》，春典又名《张扇儿》，是一传统对口相声。旧社会官宦人家摆设的屏风多为八扇，屏风上或画历史典故或画历史人物，因此该作品取名《八扇屏》。该作品是展现贯口功底的名段。一段贯口讲述一位或几位古人的生平事迹。最初有八段贯口，即“苦人”、“浑人”、“小孩子”、“莽撞人”、“乡下人”、“江湖人”、“骂死人”、“扁毛畜生”。后来经过历代相声艺人演绎，又出现了“渔人”、“愚人”、“畜类”、“忠厚人”、“哮天犬”、“不是人”、“各别另样”等贯口趟子。作品自问世以来久演不衰，是相声艺人必会、必演之节目。